# .er
.er je internetová národní doména nejvyššího řádu pro Eritreu.